# Via Regia

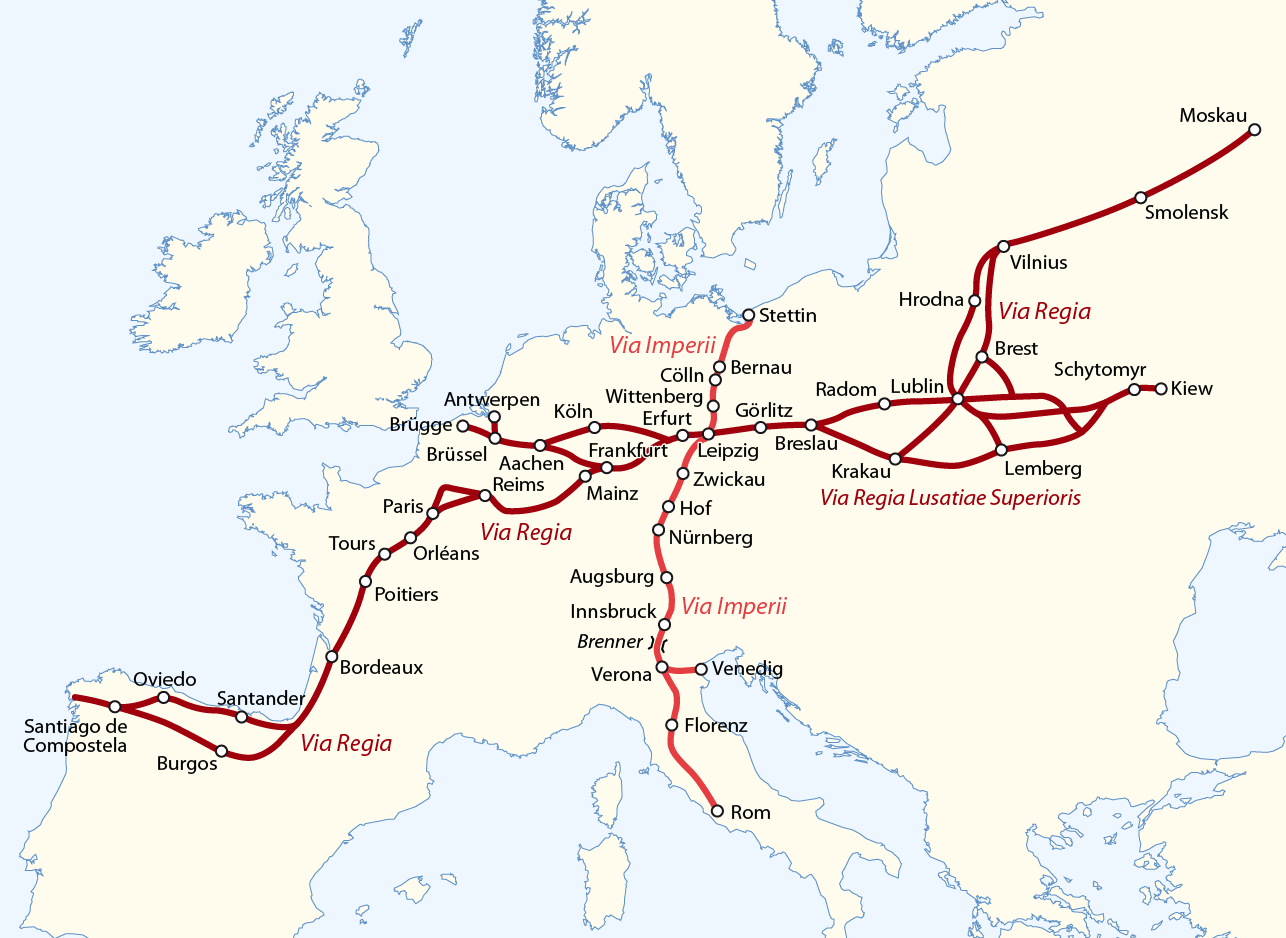
V širším chápání vedla Via Regia až do Santiago de Compostela

Via Regia je jméno významné středověké obchodní cesty ve Svaté říši římské vedoucí od Rýna přes Frankfurt nad Mohanem, Erfurt, Lipsko, Budyšín a Zhořelec do Vratislavi a do Slezska. (Obecně je ale via regia také označení několika dalších historických cest v Evropě). V současnosti je to také mezinárodní turistická trasa v Evropě.

## Další informace
Poprvé ji jako takovou zmiňuje Jindřich III. Míšeňský v roce 1252, ale v praxi fungovala již od 8. či 9. století. Po úpadku centralizované královské moci začátkem čtrnáctého století, když v roce 1307 Fridrich I. Míšeňský porazil v bitvě u Lucky Albrechta I. Habsburského, se ovšem fakticky už nejednalo o cestu zaštiťovanou králem. Jednotlivé úseky spadaly například pod mohučské arcibiskupství nebo pod českého krále (Horní Lužice tou dobou patřila k České koruně). I po té si ovšem držela různá privilegia a tím i význam, o který ji připravil až Vídeňský kongres roku 1815, který omezil moc Saského království.
Kromě obchodního významu byla cesta využívána i vojsky, takže se v její blízkosti odehrála řada bitev (např. první a druhá bitva u Breitenfeldu, bitva u Lützenu, bitva u Jeny, bitva u Lipska) a rovněž fungovala jako poutní cesta, mimo jiné pro poutníky jdoucí Svatojakubskou cestu z oblasti střední Evropy.

## Galerie

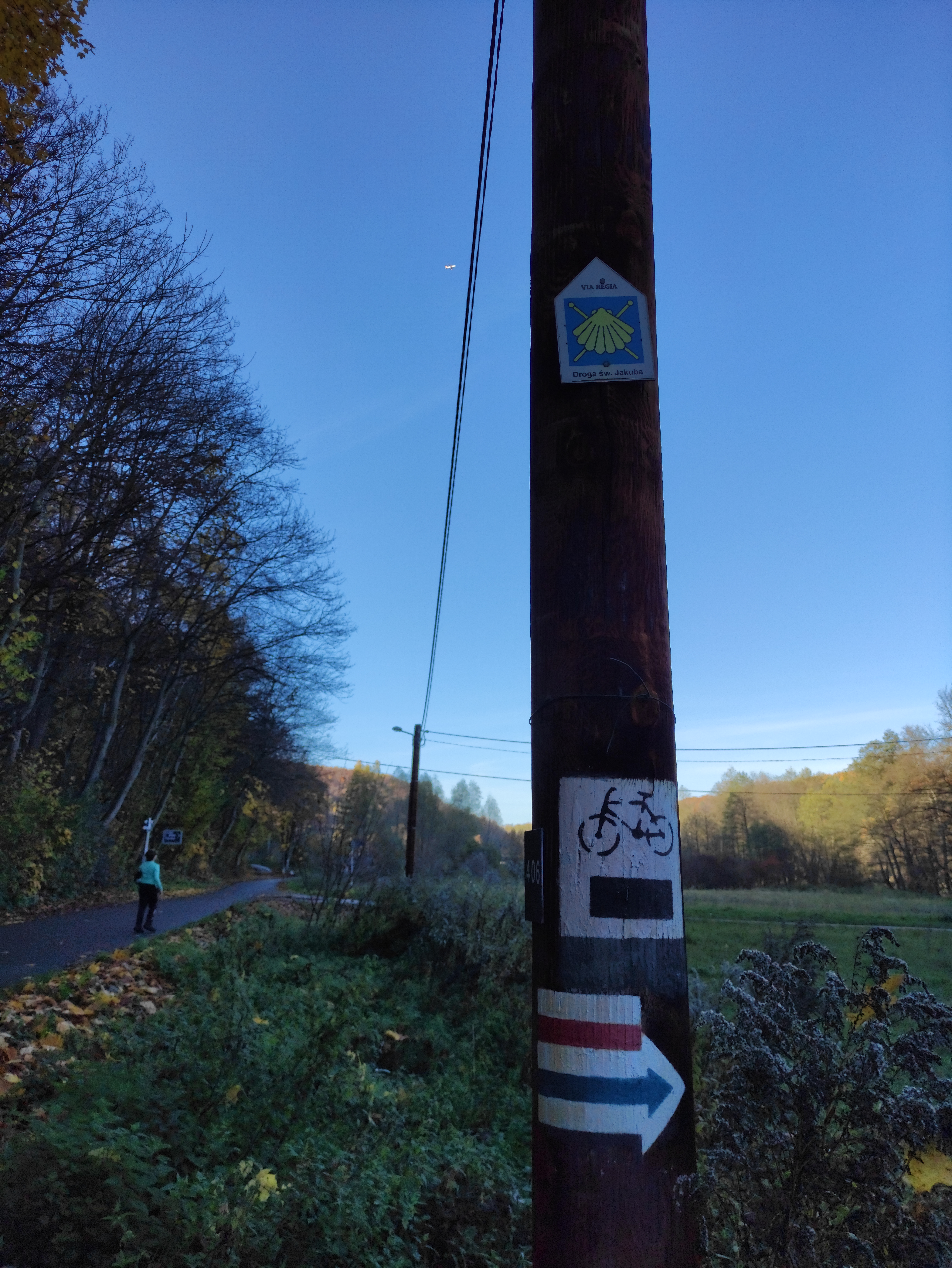